# Borna Ćorić
Borna Ćorić (Zagreb, 14. studenog 1996.) hrvatski je tenisač.

## Životopis
Borna Ćorić je u rujnu 2013. osvojio juniorski Grand Slam turnir US Open u pojedinačkoj konkurenciji. U finalu je slavio protiv Australca Thanasija Kokkinakisa s 3:6, 6:3 i 6:1 plasiravši se time na prvo mjesto svjetske ljestvice tenisača juniora.

## Karijera

### 2013.
2013. Ćorić je bio hrvatske teniske reprezentacije na Davis cupu, koja je već u skupnoj fazi, za prolazak u osimnu finala, dobila Ujedinjeno kraljevstvo.
Za hrvatsku reprezentaciju igrao je protiv škotskog tenisača Andyja Murrayja, tada 3. igrača svijeta. Za dva sata iskusniji Murray pobijedio s rezultatom 6:3, 6:0 i 6:3.

### 2014.
U drugom kolu prve grupe Daivisovog kupa u okršaju Hrvatske i Poljske, pobijedio je Jerzy Janowicza, bilo je 6:2, 2:6, 5:7, 7:5, 4:6
Na ATP turniru Vegeta Croatia Open Umag u Umagu Borna je 24. srpnja 2014. pobjedom nad aregntinskim tenisačem Horacijom Zeballosom (7-6(4), 6-3) osigurao svoj prvi nastup u četvrtfinalu nekog ATP turnira.
U četvrtfinalu ATP turnira u Baselu, 24. listopada 2014. pobijedio je 14-erostrukog Grand slam pobjednika, Španjolca Rafaela Nadala sa 6:2, 7:6 (4) nakon sata i 41 minute igre.

### 2017.
Borna Ćorić osvojio je svoj prvi ATP turnir pobijedivši u finalu Marakeša Philippa Kohlschreibera 5–7, 7–6(7–3), 7–5. Godine ranije izgubio je u finalu. Na istome turniru, Mate Pavić pobijedio je u finalu parova zajedno s Britancem Dominicom Inglotom.

## Finala turniraITF Futures
| Plasman   | Broj | Datum | Turnir                           | Podloga | Suparnik             | Rezultat                |
| --------- | ---- | ----- | -------------------------------- | ------- | -------------------- | ----------------------- |
| Pobjednik | 1.   | 2013. | Velika Britanija F9, Bournemouth | zemlja  | Daniel Cox (GBR)     | 6:7(4:7), 6:4, 6:3      |
| Pobjednik | 2.   | 2013. | Turska F32, İzmir                | tvrda   | Enzo Couacaud (FRA)  | 6:7(0:7), 7:6(7:1), 7:5 |
| Pobjednik | 3.   | 2013. | Turska F33, İzmir                | tvrda   | Tucker Vorster (RSA) | 6:4, 6:4                |
| Pobjednik | 4.   | 2013. | Nigeria F1, Lagos                | tvrda   | Ante Pavic (CRO)     | 6:4, 6:3                |

## Pobjede protiv top 10 igrača svijeta
| Sezona  | 2014. | 2015. |
| Pobjede | 1     | 1     |

| #              | Igrač          | Pozicija       | Turnir                              | Podloga        | Ždrijeb        | Rezultat       |
| ATP Tour 2014. | ATP Tour 2014. | ATP Tour 2014. | ATP Tour 2014.                      | ATP Tour 2014. | ATP Tour 2014. | ATP Tour 2014. |
| -------------- | -------------- | -------------- | ----------------------------------- | -------------- | -------------- | -------------- |
| 1.             | Rafael Nadal   | 3              | ATP Swiss Indoors, Basel, Švicarska | Tvrda          | QF             | 6:2, 7:6(7:4)  |
| ATP Tour 2015. |                |                |                                     |                |                |                |
| 2.             | Andy Murray    | 3              | ATP Dubai 2015., UAE                | Tvrda          | QF             | 6:1, 6:3       |

## Vanjske poveznice
- na stranici ATP Toura (engl.)
- Borna Ćorić  Arhivirana inačica izvorne stranice od 24. rujna 2014. (Wayback Machine) na ITF stranici (engl.)